# 판타스틱 4: 실버 서퍼의 위협
《판타스틱 4: 실버 서퍼의 위협》(Fantastic Four: Rise of the Silver Surfer)은 2007년 개봉한 미국의 슈퍼히어로 영화로, 《판타스틱 4》(2005)의 속편이다. 전편의 팀 스토리 감독이 연이어 연출을 맡았고, 요안 그리피드, 제시카 알바, 크리스 에번스, 마이클 치클리스, 줄리언 맥마흔 또한 전편에 이어 각각 미스터 판타스틱, 인비저블 우먼, 휴먼 토치, 싱, 닥터 둠 역으로 출연한다. 더하여 더그 존스가 분하고 로런스 피시번이 성우를 맡은 실버 서퍼가 등장한다.

## 줄거리
정체를 알 수 없는 운석 같은 물체가 지구 대기권에 진입하여 우주 에너지를 추적하고 날씨와 정전을 유발하며 미스터리한 분화구를 만든다. 정부는 리드 리처즈에게 물체의 움직임을 추적하도록 접근한다. 리드와 수잔 스톰은 미디어 서커스 속에서 결혼식을 준비한다. 결혼식이 시작될 때, 리드의 시스템은 뉴욕으로 접근하는 현상을 감지한다.
조니 스톰은 그 물체를 추적하여 그것이 비행 서핑보드를 탄 은색 휴머노이드인 실버 서퍼임을 알아낸다. 그는 서퍼와 맞서지만 제압당한다. 나중에 수잔이 조니를 확인하려고 할 때, 그들의 능력이 바뀌고, 다시 접촉하자 원래대로 돌아온다. 리드가 조니를 검사한 결과, 서퍼에게 노출된 조니의 분자 구조가 수동적인 흐름 상태가 되어 신체 접촉을 통해 팀원들과 능력을 교환할 수 있게 되었다는 것을 발견한다.
서퍼의 우주 에너지를 추적하여 리드는 서퍼가 이전에 방문했던 행성들이 모두 파괴되었다는 것을 발견한다. 리드는 다음 분화구가 런던에 나타날 것이라고 판단하고 팀은 그곳으로 향한다. 그들은 분화구를 막기에는 너무 늦게 도착했고, 템스강은 그 속으로 흘러 들어간다. 이로 인해 런던 아이도 손상되지만, 팀은 그것이 붕괴되는 것을 막아낸다.
군은 빅터 폰 둠과 협력하도록 판타스틱 4를 마지못해 시킨다. 둠은 라트베리아를 지나던 서퍼의 에너지에 의해 석상 같은 상태에서 풀려났고, 러셀 빙하에서 서퍼와 조우하는 동안 몸이 치유되었다. 서퍼의 보드가 그의 힘의 원천임을 추론한 리드는 그를 보드에서 분리할 펄스 발생기를 개발한다. 슈바르츠발트에서 수잔은 서퍼와 맞닥뜨리는데, 서퍼는 지구가 자신을 파괴하려는 존재가 아니라고 밝힌다. 군대가 그에게 발포하고, 이것이 그의 주의를 분산시켜 판타스틱 4가 펄스를 사용하여 서퍼를 그의 보드에서 분리할 수 있게 한다.
군은 서퍼를 시베리아에 가두고 정보를 얻기 위해 그를 고문한다. 서퍼가 겉으로 보이는 것과 다르다고 의심한 판타스틱 4는 수잔의 능력을 사용하여 그와 사적으로 대화하게 한다. 그녀는 서퍼가 살아있는 행성을 먹어야만 생존할 수 있는 우주 존재인 갤럭투스를 섬기고 있다는 것을 알게 된다. 갤럭투스를 섬기는 것이 그의 세계가 파괴되는 것을 막고 있으며, 서퍼의 보드는 갤럭투스를 지구로 이끄는 귀환 신호라는 것을 알게 된다.
둠은 자신이 비밀리에 만든 손목 패드 장치를 사용하여 보드와 그 힘을 제어하기 위해 보드를 훔쳐 중화인민공화국으로 도망친다. 판타스틱 4는 서퍼를 구출하고, 판타스티카를 타고 둠을 추격하여 상하이시에서 그와 맞선다. 그곳에서 둠은 우주 에너지로 만든 금속 창으로 수잔을 찔러 부상을 입힌다. 서퍼가 무력해지자 조니는 팀의 모든 능력을 흡수하여 둠과 싸우고 둠의 장치를 무력화시킨다. 한편, 벤 그림은 근처의 크레인을 사용하여 둠을 항구로 밀어 넣는다.
리드의 품에서 수잔이 죽자 갤럭투스가 도착한다. 서퍼는 보드에 대한 통제권을 되찾고 그 힘을 사용하여 수잔을 되살린 후, 조니의 도움을 받아 갤럭투스에게 날아간다. 이 충돌은 엄청난 에너지 폭발을 일으키고, 갤럭투스를 우주 균열 속에 삼키며 둘 다 파괴된 것처럼 보인다. 조니가 서퍼에게 두 번째로 노출된 것은 그를 치유했으며, 더 이상 팀원들과 능력을 교환할 수 없게 된다.
상하이 사건 직후, 리드와 수잔은 일본에서 결혼식을 올리지만, 베네치아가 바다로 가라앉고 있다는 경고에 또다시 방해를 받는다. 리드가 기뻐하는 가운데, 수잔은 조니와 벤과 함께 도시를 구하기 위해 서둘러 떠나기 전에 결혼식을 빨리 끝낸다.
크레딧 중간 장면에서, 생명 없는 듯이 보이는 실버 서퍼가 우주를 떠다니다가 눈을 뜨고 그의 보드가 그에게 돌아오는 것을 보여주며 그가 아직 살아있음을 암시한다.

## 배역
- 요안 그리피드 - 리드 리처즈 / 미스터 판타스틱
- 제시카 알바 - 수 스톰 / 인비저블 우먼
- 크리스 에번스 - 조니 스톰 / 휴먼 토치
- 마이클 치클리스 - 벤 그림 / 싱
- 더그 존스 - 노린 래드 / 실버 서퍼
  - 로런스 피시번 - 실버 서퍼 역(목소리 출연)
- 줄리언 맥마흔 - 빅터 폰 둠 / 닥터 둠
- 케리 워싱턴 - 얼리샤 마스터스
- 보 개릿 - 레이 대령
- 버네사 미닐로 - 줄리 에인절
- 앤드리 브라우어 - 헤이거 장군
- 브라이언 포센
- 크리스털 로
- 스탠 리

## 같이 보기
- 판타스틱 4: 실버 서퍼의 위협 (비디오 게임)